# 花蓮縣立德興棒球場
花蓮縣立德興棒球場，簡稱為花蓮棒球場，或德興棒球場，是位於台灣花蓮縣花蓮市的一座棒球場，2001年落成啟用至今，並於2015、2017、2019整修球場設施。因該球場逐漸用於中華職棒大聯盟賽事，縣政府向中央爭取1億5000萬元整修，預估2025年動工。

## 球場資訊
- 座落地址：花蓮縣花蓮市達固湖灣大路1號
- 觀眾席數：5,500席（內野）
- 左外野：320英尺（98）
- 中外野：400英尺（120）
- 右外野：320英尺（98）
- 擁有各型車輛免費停車場。
- 附近有首都客運307路公車可抵達，但一天僅往返各三班，且逢例假日及慈濟科技大學寒暑假期間停駛[2]，故無自備交通工具者須搭乘計程車前往（鄰近的大眾運輸系統為台鐵花蓮車站後站，相距約2.4公里）。
- 鄰近地標：花蓮港天宮、德興運動公園、花蓮縣私立四維高級中學、國福棒壘球場

## 介紹
花蓮德興球場以前僅是簡陋的一般棒/壘球場；經過花蓮縣政府在2001年為了舉辦全中運而整建德興運動公園後，遂有新穎的棒球場出現。在德興運動公園外的美崙溪河畔上，有幾個供一般球隊與民眾使用的簡易壘球場。
這座球場是台灣少數有設置圍圈式牛棚的棒球場，並已改建室內牛棚等設施。外野看台區無座位席的設置，而是由一片草坪座落，與羅東棒球場同。

## 重要日期
- 中華職棒首戰：2002年5月3日（興農牛4：4兄弟象）
- 中華職棒明星賽：2017年
- 中華職棒季後賽：無
- 中華職棒總冠軍賽：無
- 國際比賽：無

## 外部連結
- 花蓮縣立德興棒球場在台灣棒球維基館上的頁面（繁體中文）
- 中華職棒大聯盟全球資訊網-花蓮縣立德興棒球場 （页面存档备份，存于）

1. ↑  王燕華. . 聯合新聞網. 聯合線上公司.   [2024-03-03]. （原始内容存档于2024-03-08）.
2. ↑  首都客運. . 首都客運.   [2023-05-23]. （原始内容存档于2023-05-23）.